# Tiếng Ewondo
Tiếng Ewondo hoặc Kolo là ngôn ngữ của người Ewondo (chính xác hơn là Beti be Kolo hoặc đơn giản là Kolo-Beti) của Cameroon. Ngôn ngữ này có 577.700 người bản ngữ vào năm 1982. Ewondo là ngôn ngữ thương mại. Các phương ngữ bao gồm Badjia (Bakjo), Bafeuk, Bamvele (Mvele, Yezum, Yesoum), Bane, Beti, Enoah, Evouzok, Fong, Mbida-Bani, Mvete, Mvog-Niengue, Omvang, Yabek, Yabek Những người nói tiếng Ewondo sống chủ yếu ở Vùng Trung tâm của Cameroon và mạn bắc của phân khu Océan ở Vùng Nam.
Ewondo là một ngôn ngữ Bantu. Nó là một phương ngữ tiếng Beti (Yaunde-Fang) và dễ thông hiểu với các tiếng: Bulu, Eton và Fang.
Vào năm 2011, có một mối lo ngại giữa các nhà ngôn ngữ học người Cameroon rằng ngôn ngữ này đã bị người Pháp thay thế ở nước này.

## Bảng chữ cái
| Chữ hoa    | Chữ hoa | Chữ hoa | Chữ hoa | Chữ hoa | Chữ hoa | Chữ hoa | Chữ hoa | Chữ hoa | Chữ hoa | Chữ hoa | Chữ hoa | Chữ hoa | Chữ hoa | Chữ hoa | Chữ hoa | Chữ hoa | Chữ hoa | Chữ hoa | Chữ hoa | Chữ hoa | Chữ hoa | Chữ hoa | Chữ hoa | Chữ hoa | Chữ hoa | Chữ hoa | Chữ hoa | Chữ hoa | Chữ hoa | Chữ hoa | Chữ hoa | Chữ hoa | Chữ hoa | Chữ hoa | Chữ hoa |
| ---------- | ------- | ------- | ------- | ------- | ------- | ------- | ------- | ------- | ------- | ------- | ------- | ------- | ------- | ------- | ------- | ------- | ------- | ------- | ------- | ------- | ------- | ------- | ------- | ------- | ------- | ------- | ------- | ------- | ------- | ------- | ------- | ------- | ------- | ------- | ------- |
| A          | B       | D       | Dz      | E       | Ə       | Ɛ       | F       | G       | Gb      | H       | I       | K       | Kp      | L       | M       | Mb      | Mgb     | Mv      | N       | Nd      | Ndz     | Ng      | Ny      | Ŋ       | O       | Ɔ       | P       | R       | U       | T       | S       | V       | W       | Y       | Z       |
| Chữ thường |         |         |         |         |         |         |         |         |         |         |         |         |         |         |         |         |         |         |         |         |         |         |         |         |         |         |         |         |         |         |         |         |         |         |         |
| a          | b       | d       | dz      | e       | ə       | ɛ       | f       | g       | gb      | h       | i       | k       | kp      | l       | m       | mb      | mgb     | mv      | n       | nd      | ndz     | ng      | ny      | ŋ       | o       | ɔ       | p       | r       | u       | t       | s       | v       | w       | y       | z       |
| Âm vị      |         |         |         |         |         |         |         |         |         |         |         |         |         |         |         |         |         |         |         |         |         |         |         |         |         |         |         |         |         |         |         |         |         |         |         |
| a          | b       | d       | d͡z      | e       | ə       | ɛ       | f       | ɡ       | ɡ͡b      | h       | i       | k       | k͡p      | l       | m       | m͡b      | mɡ͡b     | ɱ͡v      | n       | n͡d      | nd͡z     | ŋ͡ɡ      | ɲ       | ŋ       | o       | ɔ       | p       | r       | u       | t       | s       | v       | w       | j       | z       |

 Các thanh được biểu thị bằng dấu phụ trên nguyên âm:
- Thanh cao được biểu thị bằng một dấu sắc: á é ə́ ɛ́ í ó ɔ́ ú;
- Thanh trung được biểu thị bằng một dấu nguyên âm dài: ā ē ə̄ ɛ̄ ī ō ɔ̄ ū;
- Thanh thấp, thanh thường xuyên nhất, được biểu thị bằng sự vắng mặt của dấu phụ: a e ə ɛ i o ɔ u;
- Thanh thăng được biểu thị với một dấu mũ ngược: ǎ ě ə̌ ɛ̌ ǐ ǒ ɔ̌ ǔ;
- Thanh giáng được biểu thị bằng dấu mũ: â ê ə̂ ɛ̂ î ô ɔ̂ û.

## Ví dụ
- Ngày = Yób
- Mặt đất = Sî
- Đàn ông = Fàm
- Phụ nữ = Minînga (số nhiều: Bininga)
- Đứa trẻ = Môngö (số nhiều: Böngö)
- Chúa = Zambà
- Lửa = Ndûan
- Nước = Məndím
- Nhà = Ndá
- Con đường = Ndzón
- Tiệc, nhảy múa = AbÓk (số nhiều: Mebók)
- Tình yêu = Eding
- Câu hỏi = Medzó (lẻ: Adzó)
- Da = Ekôb
- Đầu = Nlô
- Tay = Wò (số nhiều: Mò)
- Chân = AkÖl (số nhiều: MekÖl)

### Theo số lượng
1. Fóg
2. Bãh
3. Lãh
4. Ngnĩnn
5. Tán
6. Samaṅ
7. Zamgbwal
8. MwÔm
9. Ebul
10. Awóm

20: Mewóm mebãh
100: Ntét
500: Mintét mitáṅ
1.000: Tóyina
6.000: Tóyina Isamań